# Домашовице (гмина)
Домашовице (пол. Domaszowice) — сельская гмина (волость) в Польше, входит как административная единица в Намыслувский повет, Опольское воеводство. Население — 3812 человек (на 2004 год).

## Демография
| Перепись                       | Всего   | Всего | Женщины | Женщины | Мужчины | Мужчины |
| ------------------------------ | ------- | ----- | ------- | ------- | ------- | ------- |
| Единицы                        | человек | %     | человек | %       | человек | %       |
| Население                      | 3812    | 100   | 1934    | 50,7    | 1878    | 49,3    |
| Плотность населения (чел./км²) | 33,5    | 33,5  | 17      | 17      | 16,5    | 16,5    |

## Сельские округа
1. Домашовице
2. Залесе
3. Дзедзице
4. Грембошув
5. Копалина
6. Стары-Грембошув
7. Сулошув
8. Нова-Весь
9. Мендзыбродзе
10. Пекло
11. Польковске
12. Семыслув
13. Велька-Колёня
14. Выгода
15. Стшельце
16. Шежина
17. Велёленка
18. Влохы
19. Восковице-Гурне
20. Свибне
21. Зофиювка

## Соседние гмины
1. Гмина Намыслув
2. Гмина Покуй
3. Гмина Рыхталь
4. Гмина Сверчув
5. Гмина Волчин